# 둔촌중학교
둔촌중학교(遁村中學校)는 대한민국 서울특별시 강동구 둔촌동에 있는 공립 중학교이다.

## 학교 연혁
- 1986년 1월 29일 : 둔촌중학교 설립 인가
- 1986년 1월 31일 : 제1대 초대 채병섭 교장 취임
- 2011년 2월 9일 : 제23회 졸업식(383명) 총 졸업생수 13,710명
- 2011년 11월 31일 : 다목적 강당 "푸르미관" 개관
- 2013년 3월 1일 : 제9대 류명숙 교장 취임

## 참고 자료
- 둔촌중학교 - 한국교육학술정보원 학교알리미